# Oxydia subumbrata
Oxydia subumbrata là một loài bướm đêm trong họ Geometridae.